# Marie-Cécile Zinsou
Marie-Cécile Zinsou, née en 1982, est une entrepreneure franco-béninoise dans le domaine de l'art. Elle est à l'origine de la Fondation Zinsou.

## Biographie
Elle est née en 1982 à Paris d’une mère vosgienne, professeure de français, et d’un père franco-béninois, le banquier d’affaires Lionel Zinsou. Enfant, elle est élevée en France mais vit deux ans en Angleterre.
Elle possède la double nationalité franco-béninoise. Son père est un financier, ayant travaillé notamment pour l'industriel français Antoine Riboud, revenu au Bénin après ces années en France, et devenu Premier ministre du Bénin de juin 2015 à avril 2016. Candidat à l'élection présidentielle de 2016, il est battu au second tour. Elle est également la petite-nièce de l'ancien président du Bénin, Émile Derlin Zinsou, mais aussi du cardinal béninois Bernardin Gantin. Elle effectue une partie de ses études à l'École alsacienne, et prolonge par des études d'histoire de l'art,.
En 2003, elle travaille au Bénin dans le cadre de SOS Villages d'enfants, une organisation non gouvernementale autrichienne.  En 2005, elle lance la CSEB, une société de services aux entreprises du Bénin, dans le secteur de la communication mais aussi de la propreté. Historienne de l'art, elle crée également et dirige la fondation Zinsou, installée depuis 2005 à Cotonou, financée à 60 % par son père. C'est un centre d’art proposant des expositions sur place ou itinérantes, éditant des livres, et mettant également à disposition des bibliothèques et des formations. En 2013, la Fondation Zinsou ouvre un musée d’art contemporain à Ouidah. Il édite des livres d’art, forme des professeurs et travaille avec près de 300 écoles.
Elle milite également pour la restitution par la France des œuvres d'art africaines pillées pendant la colonisation et présentes dans les musées français. Elle rencontre à plusieurs reprises Bénédicte Savoy et Felwine Sarr, chargés en 2018 d'un rapport sur le sujet par le président de la République Emmanuel Macron sur ce sujet en 2018,. 
Lors de la remise du rapport le 23 novembre 2018, Emmanuel Macron annonce la restitution prochaine de 26 œuvres au Bénin, validant ainsi sa philosophie. Plusieurs critiques sont toutefois émises : on reproche aux deux rédacteurs de ne pas être spécialistes de l'art africain ni de la colonisation et de n'avoir sollicité pour l'écrire que des « amis experts », selon leurs propres termes. L'historien de l'art africain Bertrand Goy rappelle pour sa part que l'extrême majorité des œuvres arrivées en Europe ne sont pas issues de pillage mais de commerce (à une époque où personne n'imaginait qu'elles auraient un jour une forte valeur marchande), alors que de nombreux conservateurs de musée rappellent que les vols artistiques ont aussi été internes à l'Afrique, sans provoquer les mêmes débats entre musées du continent. Les très mauvaises conditions de conservation dans certains musées africains sont enfin pointées du doigt, tout comme le précédent de la restitution de 114 œuvres au Zaïre (actuelle République démocratique du Congo) dans les années 1970-1980 par le musée royal de l'Afrique centrale de Tervuren (Belgique), dont ils ne reste que 21 exemplaires dans les collections publiques en 2018, la plupart ayant été volées ou revendues dans l'illégalité. 
Si Marie-Cécile Zinsou reconnaît que les infrastructures muséales africaines sont souvent dans un état « affligeant »,, elle rappelle l'organisation en 2006 par sa fondation des regalia du Dahomey  et note qu'il y a « de plus en plus d’institutions, des privés qui se sont emparés de la question de la création, qui collectionnent et s’ouvrent aux autres (...) Ça ressemble un peu aux États-Unis, où il n’y a pas de ministère de la culture mais une foule de fondations privées ». Elle assure : « Les États africains doivent être responsables, mais cela ne regarde pas les Français, qui ne doivent pas mettre de conditions à la restitution. On ne peut pas nous dire : “On ne vous rendra que si vous êtes à même de vous en occuper” ! La restitution poussera les États à créer des musées et à les rendre accessibles ».
Lors de la restitution par la France de 26 objets historiques de la cour de Dahomey volés par les troupes françaises, elle rappelle également, discrètement, qu'il y en avait a priori 27 : « je savais que vingt-sept pièces avaient été rapportées en France par Dodds. Mais alors, où se trouvait celle sur laquelle tout le monde faisait l’impasse ? ». Marie-Cécile Zinsou fait part de ses interrogations à un journaliste de RFi, Pierre Firtion,  le jour du retour de ces biens du trésor royal du Bénin à Cotonou. Ce journaliste, intrigué, mène une enquête. Ses investigations confirment l'existence de ce 27e objet, inscrit dans les inventaires en ligne du musée du quai Branly, où étaient exposés les trésors royaux avant leur restitution, mais il y figure comme étant en « échange sortant » avec le Kulttuurien museo (« musée des cultures »), un département du musée national de Finlande. Il avait été prêté à l'institution finlandaise bien des années auparavant, en 1939, par Boris Vildé, à l'époque conservateur au musée de l'Homme, et figure toujours, oublié dans les réserves de cette institution. Il fait désormais l'objet de négociations complémentaires entre la Finlande et le Bénin, pour être lui-aussi restitué.
En octobre 2021, elle est nommée présidente du conseil d'administration de la Villa Médicis à Rome, succédant ainsi à Thierry Tuot,.
En 2024, Marie-Cécile Zinsou, après avoir alerté la présidence béninoise, obtient de la maison de vente Millon qu'elle retire, d'une vente à Paris, une récade en bois du XIXe siècle, « en forme de massue de patine rousse et brune, sculptée d’une main fermée sur le foie d’un ennemi vaincu », ayant appartenu au roi Béhanzin, souverain du Dahomey. Suspendre la vente peut rendre possible la restitution de cette pièce au Bénin. Elle « fait partie des nombreux objets d’arts pillés », estime en effet la présidente et cofondatrice de la Fondation Zinsou. Cette pièce estparvenue à la maison de vente Millon dans le cadre de la succession d'un descendant d’Emmeran de Curzon, officier de l’infanterie de marine qui a participé à la campagne militaire française dirigée par le général Alfred Dodds contre le royaume du Dahomey, à la fin du XIXe siècle.

## Distinctions
- Officière de l'ordre des Arts et des Lettres par décret du 18 décembre 2020[16], Chevalier de 2014[17]
- Prix d'encouragement Jeune artiste du comité français du Praemium Imperiale[18], 2014.